# Ван ден Берг, Ян
Ян ван ден Берг (нидерл. Jan J. van den Berg; 31 августа 1929, Амерсфорт — 21 февраля 2020) — нидерландский органист.
Учился у своего отца, органиста лютеранской церкви в Амерсфорте, а затем у Адриана Схурмана, работавшего в этот период в церкви Святого Георгия в том же городе. Дебютировал как органист в ноябре 1945 года в реформатской церкви в Амерсфорте. С 1946 г. работал в церкви Святой Эммы в деревне Сустдейк (ныне в составе города Суст). В 1953—1994 гг. органист Новой церкви в Делфте. Как приглашённый органист выступал также в ряде других нидерландских соборов, в том числе в соборе Пия X в Гааге, в церкви Святого Людовика в Лейдене, в церкви Святого Бонифация в Алфене. Гастролировал в Германии, оставил много записей в фондах различных нидерландских радиостанций. Вместе с Гербеном Мауриком записал альбом с полным собранием органных сочинений своего учителя Схурмана. В ноябре 2005 г. по случаю 60-летия своей исполнительской карьеры дал торжественный концерт в церкви Святого Георгия в Амерсфорте. Автор различных органных композиций.